# Melanie Skotnik
Melanie Melfort, geboren als Melanie Skotnik, (Hersbrück, 8 november 1982) is een Franse hoogspringster, die tot en met 2003 uitkwam voor Duitsland. In 2005 won ze brons op de Europese beker en zilver op de Middellandse Zeespelen.

## Loopbaan
Op de wereldkampioenschappen van 2007 in Osaka behaalde Melfort met een beste poging van 1,94 m een achtste plaats.
In 2013 won ze de Jeux de la Francophonie met een sprong van 1,90.

## Titels
- Jeux de la Francophonie kampioene hoogspringen - 2013
- Duits kampioene hoogspringen - 2003
- Frans kampioene hoogspringen - 2005, 2007, 2008, 2009, 2010, 2011, 2012, 2013, 2014
- Frans indoorkampioene hoogspringen - 2005, 2007, 2010, 2011, 2012, 2013

## Persoonlijke records
| Onderdeel              | Prestatie   | Datum            | Plaats   |
| ---------------------- | ----------- | ---------------- | -------- |
| hoogspringen (outdoor) | 1,96 (NR)   | 11 augustus 2007 | Castres  |
| hoogspringen (indoor)  | 1,97 m (NR) | 5 februari 2003  | Dortmund |

## Palmares

### hoogspringen
- 2003:  Duitse kamp. - 1,90 m
- 2005:  Franse indoorkamp. - 1,88 m
- 2005:  Europese beker - 1,92 m
- 2005:  Franse kamp. - 1,94 m
- 2005:  Middellandse Zeespelen - 1,95 m
- 2007:  Franse indoorkamp. - 1,97 m
- 2007:  Franse kamp. - 1,95 m
- 2007: 8e WK - 1,94 m
- 2008:  Franse kamp. - 1,90 m
- 2009:  Franse kamp. - 1,92 m
- 2010:  Franse indoorkamp. - 1,90 m
- 2010:  Franse kamp. - 1,86 m
- 2011:  Franse indoorkamp. - 1,88 m
- 2011:  Franse kamp. - 1,89 m
- 2012:  Franse indoorkamp. - 1,93 m
- 2012:  Franse kamp. - 1,91 m
- 2013:  Franse indoorkamp. - 1,93 m
- 2013:  Franse kamp. - 1,85 m
- 2013:  Jeux de la Francophonie - 1,90 m
- 2014:  Franse indoorkamp. - 1,81 m
- 2014:  Franse kamp. - 1,85 m
- 2015:  Franse indoorkamp. - 1,85 m
- 2015: 8e Franse kamp. - 1,73 m